# Litl Ričard
Ričard Vejn Peniman (engl. Richard Wayne Penniman; Mejkon, 5. decembar 1932 — Talahoma, 9. maj 2020), poznatiji kao Litl Ričard (engl. Little Richard), bio je američki pevač i kantautor. Bio je značajna ličnost u popularnoj muzici i kulturi sedam decenija; dobio je nadimak „Inovator”, „Originator” i „Arhitekta rokenrola”. Penimanov najznačajniji rad potiče iz sredine 1950-ih, kada je harizmatičnim predstavljanjem i dinamičnom muzikom, koju karakteriše frenetično sviranje klavira, udarni bek-bit i glasan vokal, postavio temelje rokenrola. Njegova inovativna emotivna vokalizacija i karakteristična muzika takođe su odigrali ključnu ulogu u nastanku drugih popularnih muzičkih žanrova, uključujući soul i fank. Uticao je na brojne pevače i muzičare u više muzičkih žanrova, od roka do hip hopa; njegova muzika pomogla je u oblikovanju ritma i bluza za nadolazeće generacije. Preminuo je 9. maja 2020. godine od raka kostiju u 87 godini života.

## Diskografija
- -{Here's Little Richard (1957)
- Little Richard (1958)
- The Fabulous Little Richard (1958)
- Pray Along with Little Richard (1960)
- Pray Along with Little Richard (Vol 2) (1960)
- The King of the Gospel Singers (1962)
- Little Richard Is Back (And There's A Whole Lotta Shakin' Goin' On!) (1964)
- Little Richard's Greatest Hits (1965)
- The Incredible Little Richard Sings His Greatest Hits - Live! (1967)
- The Wild and Frantic Little Richard (1967)
- The Explosive Little Richard (1967)
- Little Richard's Greatest Hits: Recorded Live! (1967)
- The Rill Thing (1970)
- Mr. Big (1971)
- The King of Rock and Roll (1971)
- Friends from the Beginning – Little Richard and Jimi Hendrix (1972)
- Southern Child (1972)
- Second Coming (1972)
- Right Now! (1974)
- Talkin' 'bout Soul (1974)
- Little Richard Live (1976) all studio
- Going All The Way With Little Richard (1979)
- God's Beautiful City (1979)
- Lifetime Friend (1986)
- Shake It All About (1992)
- Little Richard Meets Masayoshi Takanaka (1992)}-

## Spoljašnje veze
- Litl Ričard na sajtu  (jezik: engleski)
- Članak na Vikinovostima